# Marengo Museum
Le musée de Marengo est un musée centenaire consacré à la bataille de Marengo. Sa version rénovée, le Marengo Museum, date de juin 2009.

## Localisation
Le musée est situé dans la localité de Spinetta Marengo, sur la commune d'Alexandrie, en Italie.

## Description

### L'intérieur
Le musée est installé dans le bâtiment de la villa Delavo inaugurée en 1847 par le pharmacien Giovanni Antonio Delavo. L'intérieur abrite des expositions et des vestiges de l'époque ainsi que des œuvres d'artistes contemporains. 
Le symbole du musée est la pyramide inaugurée en 2009. Celle-ci fait écho à l'idée de Napoléon lui-même qui voulait, par une pyramide, commémorer et honorer la victoire et les soldats tombés au combat, en premier, son général, le général Desaix,.

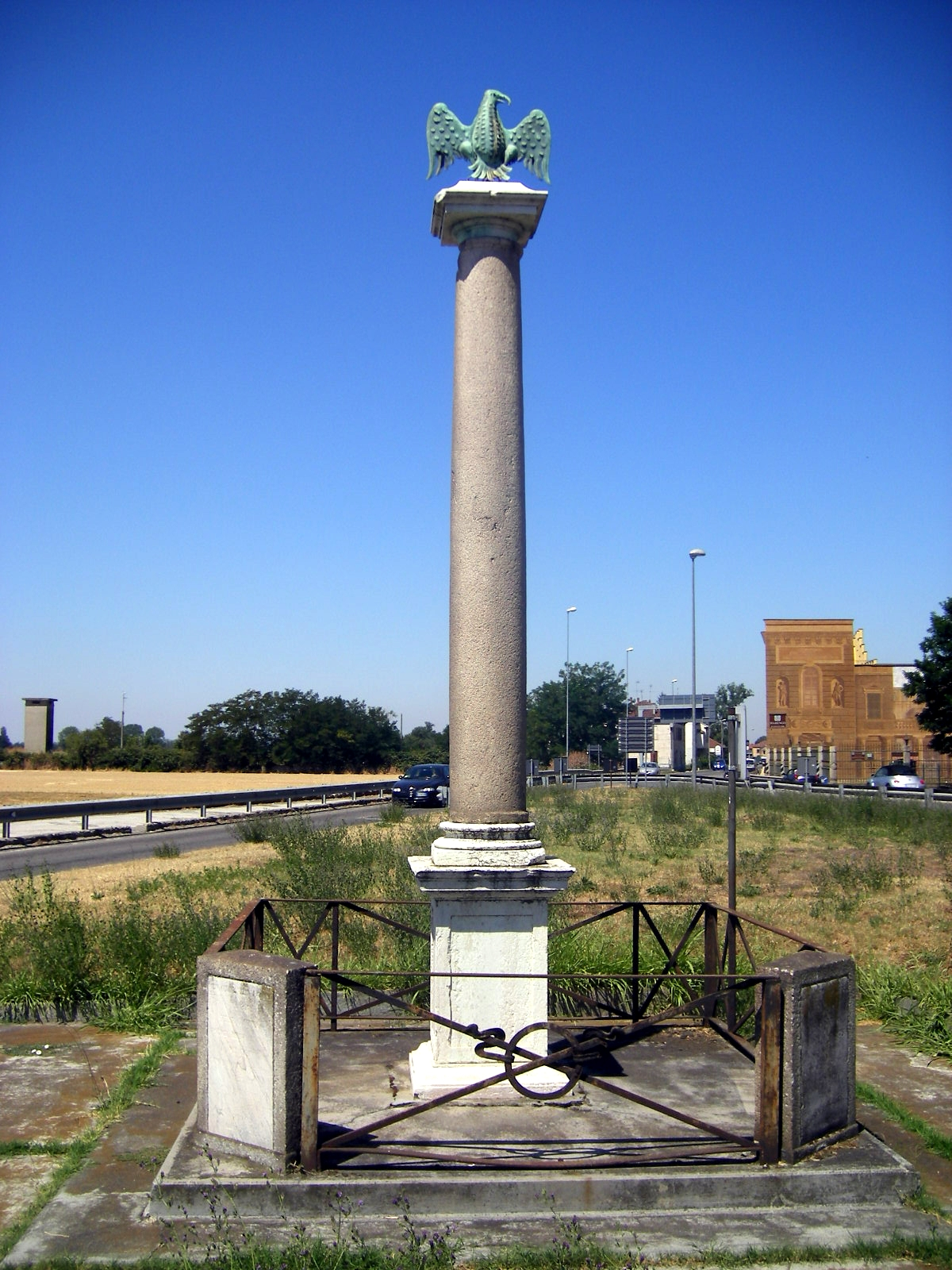
Colonne commémorant la bataille de Marengo.

### L'extérieur
À l'extérieur se trouve le parc de la villa qui comprend un monument funéraire en mémoire des morts de la bataille et un buste du général Desaix.
Devant le musée se trouve une colonne avec un aigle en bronze, installé par l'administration d'Alexandrie en 1801, enlevé par les Autrichiens après la chute de Napoléon et ramené en 1918.